# Уйгур авази
Уйғур авази (рус. Голос уйгура) — общественно-политическая газета на уйгурском языке, издающаяся в Казахстане.
Газета выходит 1 раз в неделю. Тираж — 11 тыс. экземпляров. В 1970-е годы газета выходила 3 раза в неделю тиражом 21 тыс. экземпляров. Награждалась Почётной грамотой Верховного Совета КазССР.
Газета выходит с 1957 года. Первоначально называлась «Коммунизм туғи» (Знамя коммунизма). Газета печатается кириллическим шрифтом, но с 1970 года по 1990-е годы издавалось приложение «Йени хаят» (Новая жизнь) на арабской графике.

## Главные редакторы
- Махамет Азизов (1957—1960),
- Ахметжан Маметов (1960—1971),
- Абдулла Машуров(1971—1979),
- Турдахун Назаров (1979 — 1987),
- Юлдаш Азаматов(1987— 2012),
- Мухтаржан Жумаров(2012 — 2014).[4]